# Rick Hillier
Rick Hillier   (CMM, MSC, CD) (n. en Campbellton, Terranova y Labrador, Canadá en 1955) es un General canadiense retirado que comandó las tropas de la coalición de la  OTAN-ISAF asentadas en Afganistán durante la guerra. La carrera de Hillier ha abarcado más de tres décadas. Asumió como jefe del Estado Mayor de las Fuerzas Canadienses el 4 de febrero de 2005 y se retiró el 1 de julio del 2008.

## Formación profesional
Nació en Labrador, Terranova y se unió a las fuerzas armadas canadienses a los 17 años luego de finalizar sus estudios secundarios. Tras matricularse en las Fuerzas armadas canadienses en 1973 a través del Programa Ordinario de Plan de Oficiales de Entrenamiento, se graduó en la Universidad Memorial de Teranova en 1975 con una Licenciatura en Ciencias. Después de completar su formación oficial de la División Blindada, se unió a su regimiento, los Húsares octavos canadienses (Princesa Louise) en Petawawa, Ontario.
A lo largo de su carrera, el general Hillier ha tenido el privilegio y el placer al mando del pelotón al nivel de formación de las tropas multinacionales en Canadá, Europa, Asia y Estados Unidos. Ha trabajado como oficial de Estado Mayor, en primer lugar a nivel del Ejército en Montreal y luego en el nivel estratégico en Ottawa.
Antes de retirarse el General Hillier servio en todo Canadá, incluyendo su acometido en el liderazgo de las tropas canadienses a la Tormenta de Hielo de Quebec en 1998. También sirvió en las fuerzas de Las Naciones Unidas y en 2000 tomó el mando de la división de estabilización de la OTAN o (SFOR) comandando una fuerza multinacional que se desempeñó en el sudoeste de Bosnia-Herzegovina.
Un dato muy importante para agregar es que Hillier fue el primero de sus pares que se formó en Estados Unidos. De allí trajo la cultura del combate y la libertad de tono propias de los Generales estadounidenses, muy alejadas del bajo perfil generalmente adoptado por sus pares canadienses.

## Comandancia en laGuerra de Afganistán
En el año 2003 fue seleccionado como el comandante de la International Security Assistance Force o ISAF (en sus siglas en inglés).
El jefe de Defensa de Canadá, Rick Hillier, hizo eco a la preocupación del público, advirtiendo que Canadá es un blanco de los terroristas.
"Como ciudadanos responsables del mundo, debemos involucrarnos en la campaña contra el terrorismo y claro está, intentar lograr estabilidad en lugares que son inestables y por consiguiente, han actuado como refugios del terrorismo", dijo Hillier en un programa de televisión.
"Todo eso, creo yo, nos convierte en un objetivo", agregó, asegurando creer que es claro que alguien atacaría a Canadá en el futuro.
Además advirtió (durante su comandancia) que habría bajas en la misión, al igual que las hubo en Kabul, donde algunos soldados canadienses continúan patrullando las calles como parte de las tropas de la OTAN.
En esta misión, Afganistán, le tocó comandar a 6.000 soldados de las fuerzas aliadas en dicha guerra (La fuerza multinacional más grande dirigida por un general canadiense desde la Guerra del Sinaí o también llamada como Crisis del Canal de Suez). Hillier empleó un tono belicoso que recuerda algunas fanfarronadas tejanas y suele tomar la palabra para reclamar más recursos. Los talibanes son para él “asesinos detestables y cabrones”, y las fuerzas canadienses “no son un órgano del Estado como los demás: nuestro trabajo es matar”.

## Hillier asume como jefe del estado mayor
El General Hillier fue promovido a su rango de Jefe de Estado Mayor y asumió sus funciones como Jefe del Estado Mayor de Defensa el 4 de febrero de 2005 y cumplió esta función hasta julio del año 2008. Fue sucedido en el cargo por el General Walter Natynczyk.

## Vida profesional luego del retiro y vida personal
Se retiró de las fuerzas armadas de su país el 1 de julio del 2008,
En dicho año, Hillier se unió a la firma Gowlings, que ofrece capacitación en liderazgo, gestión y asesoramiento de políticas públicas. También aceptó cargos como Canciller de la Universidad Memorial, y Presidente de la Junta para el Atlántico canadiense, la Junta Comunal TELUS, para desarrollar un programa de donaciones de caridad y de la comunidad en la costa atlántica de Canadá.
Posteriormente el 16 de junio de 2009 se anunció en París que Hillier se uniría a la Junta Consultiva de la Compañía Provincia Aerospace.
General Hillier y su esposa tienen dos hijos, una nuera y un nuevo nieto.

## Memorias
Su publicación recuento de su papel y experiencias en el ejército canadiense, A First Soldier (Un Primer Soldado. Traducido al español), se publicó en octubre de 2009.